# Alan Ramsay
El Mayor General Sir Alan Hollick Ramsay CB, CBE, DSO, ED (12 de marzo de 1895 – 19 de septiembre de 1973) fue un soldado del Ejército Australiano, que sirvió en la Primera Guerra Mundial y fue general durante la Segunda Guerra Mundial. Fue mencionado a los despachos tres veces.

## Primeros años
Nacido en Windsor, Victoria, un barrio de Melbourne, Ramsay era el primero de cinco hermanos. Estudió en la escuela secundaria de Melbourne, donde participó en los cadetes. Después de completar su educación, Ramsay pasó a trabajar como profesor de prueba en 1912 en el Departamento de Educación de Victoria. Por el 1915, ya enseñaba en la escuela primaria de Cowleys Creek, una pequeña ciudad al sur de Melbourne, cerca de Timboon.

## Carrera militar

### Primera Guerra Mundial
Ramsay se alistó a la Fuerza Imperial Australiana (AIF) el 1 de octubre de 1915, y fue destinadoal Oriente Medio con la 4.ª Brigada de Artillería de Campaña. Sirvió en Egipto hasta marzo de 1916, momento en el que fue trasladado al Frente Occidental. Fue promovido, en primer lugar a cabo a principios de 1917, y luego en seis meses a sargento. Terminó su servicio con el AIF el 2 de agosto de 1919 como teniente, habiendo siéndole concedida la Medalla al Servicio Meritorio del Reino Unido el año anterior.

## Vida posterior
Después de participar en las dos guerras mundiales, se reincorporó a la vida civil, y fue nombrada director de la Escuela Secundaria de en 1946 y permaneciendo en el cargo hasta mayo de 1948, en el cual fue nombrado Director de Educación de Victoria. Con la idea en mente de reorganizar el sistema educativo después de años de abandono debido a la financiación de la guerra, Ramsay introdujo una serie de programas dirigidos a la contratación de docentes y a la formación general, así como la mejora de la infraestructura de las escuelas estatales. Se retiró en 1960 y fue nombrado caballero el año siguiente. Alan Hollick Ramsay murió el 19 de septiembre de 1973 en Armadale, Victoria.